# لوب أوب زند
لوب أوب زند Loon op Zand  بلدية وبلدة بمقاطعة شمال برابنت، جنوبي هولندا.

## طوبوغرافيا
خريطة طوبوغرافية هولندية لبلدية لوب أوب زند، يونيو 2015، (تقرأ بعد ثلاث نقرات على الخريطة).

## معرض صور

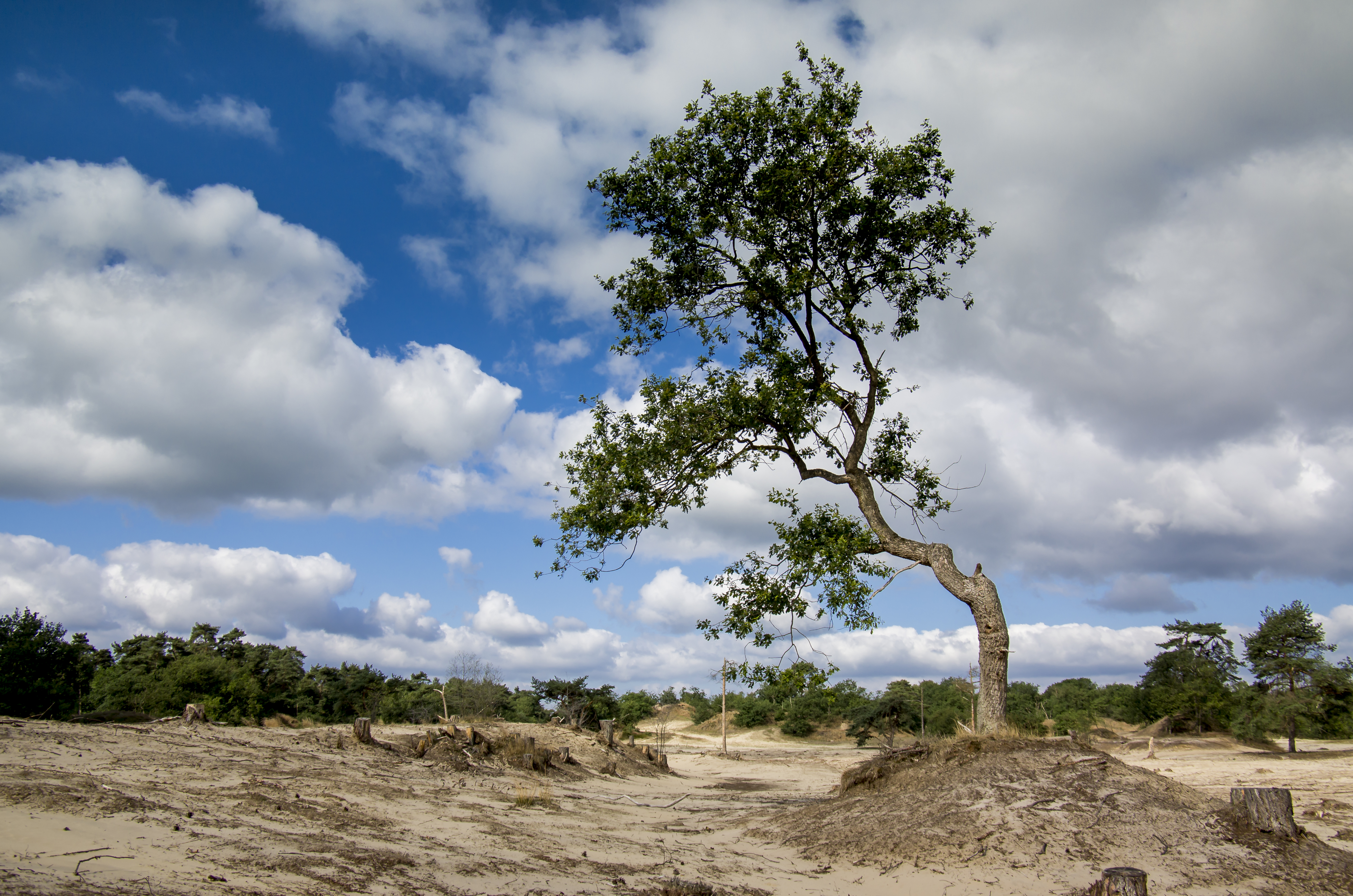
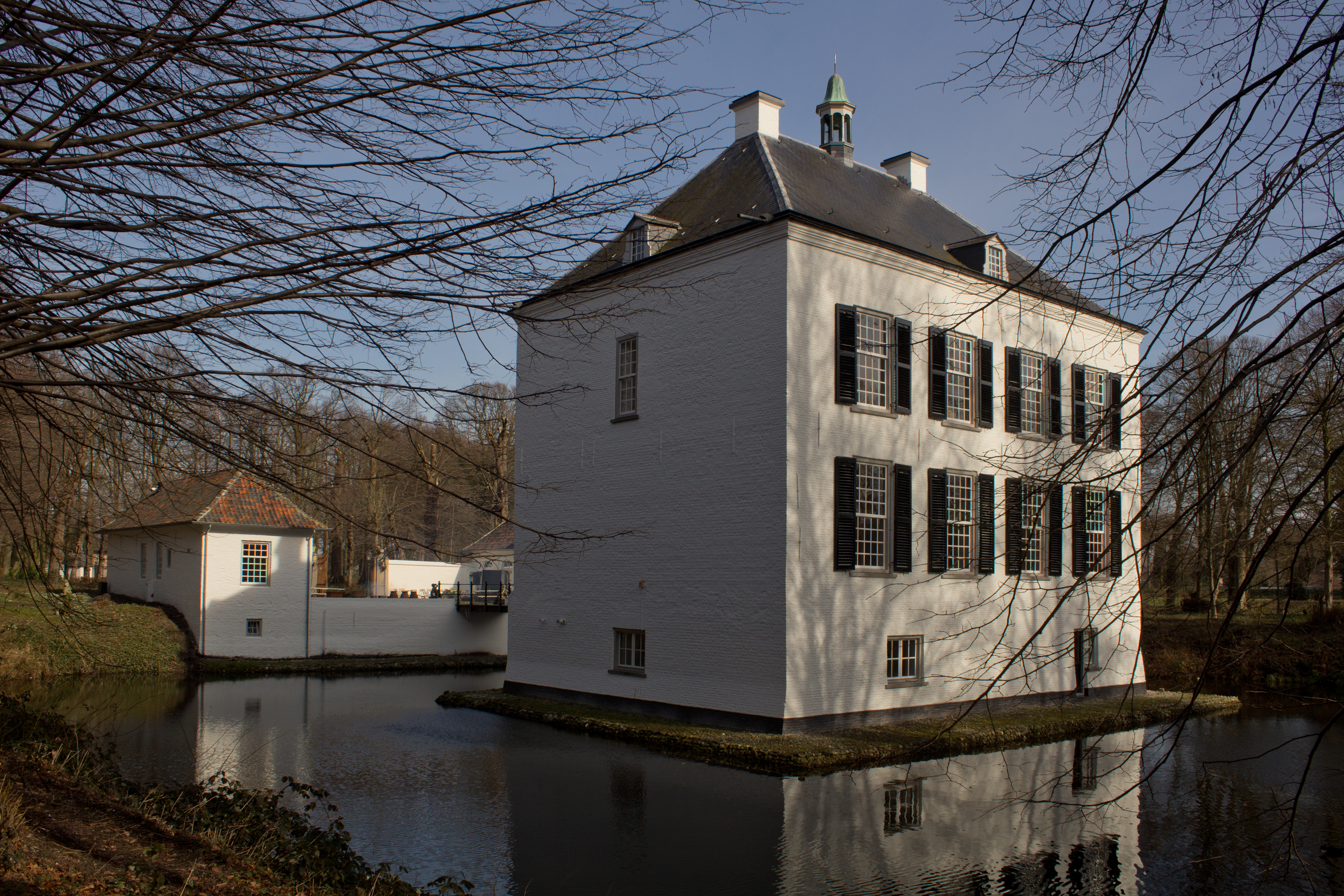
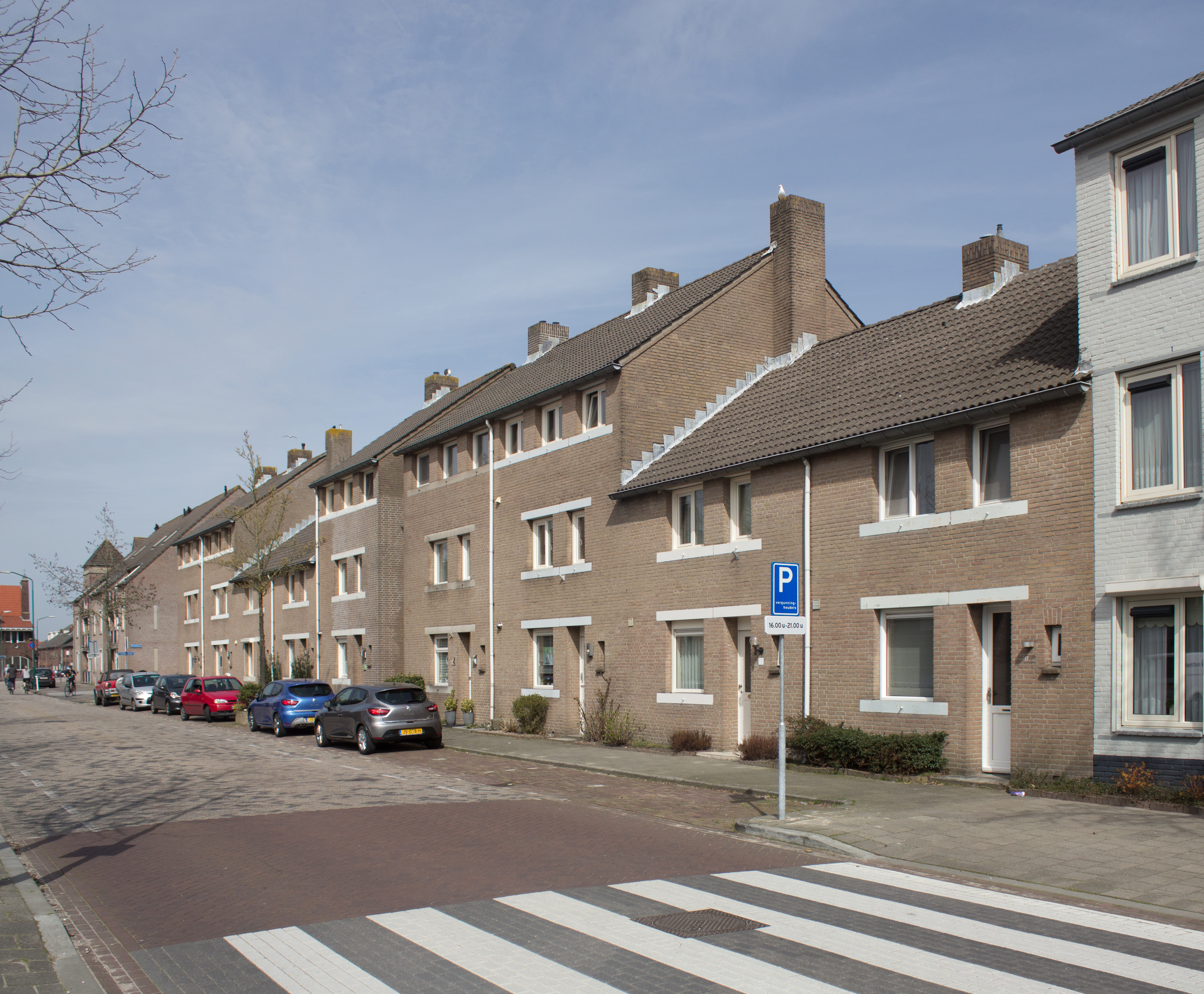
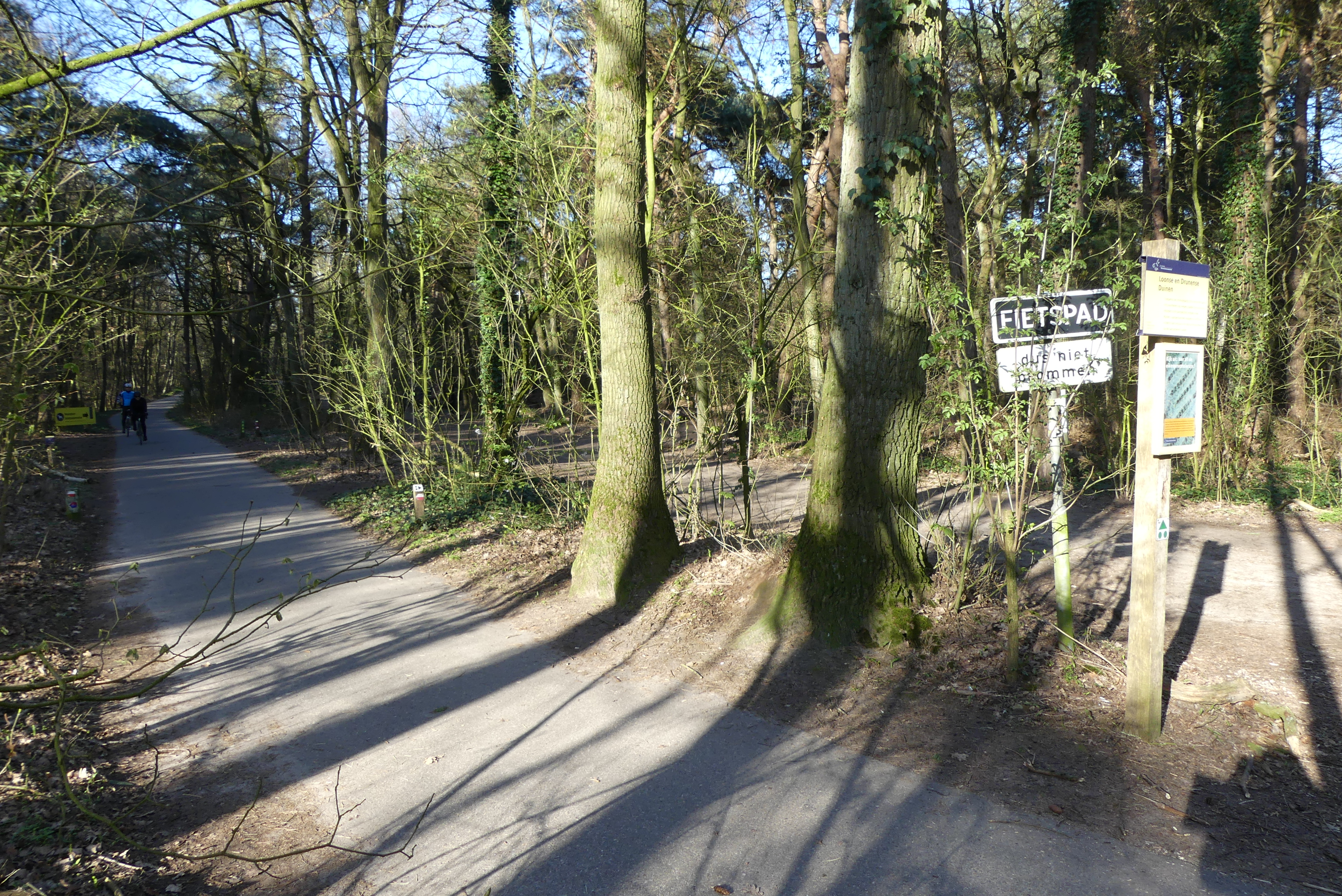

## توأمة
للوب أوب زند اتفاقيات توأمة مع:
- باتنبرغ